# Jean d'Essay
Jean d'Essay, ou d'Essey, décédé en 1274, est un évêque de Coutances du XIIIe siècle.

## Biographie
Selon René Toustain de Billy, Jean d'Essey serait issu de la famille d'Essey qui avait un fief à Varenguebec (Manche). Archidiacre du Cotentin lors des deux épiscopats précédents, il est élu évêque par le chapitre en 1250. Le prélat est surtout connu pour avoir fait rédiger un pouillé, Le livre noir de l'évêché de Coutances, une statistique complète des biens du diocèse, dès 1251.
Vers 1260, Jean d'Essey entre en conflit avec son chapitre. L'animosité réciproque culmine dans l'interdit porté sur la cathédrale par le chapitre et auquel l'évêque passera outre. Les 32 points de divergence feront l'objet d'un arbitrage.
Jean d'Essey est un contemporain de Thomas Hélye, décédé en 1257 qui jouit déjà de la réputation de bienheureux quelques années après sa mort.

## Source
- Histoire des évêques de Coutances, 1839.